# Sergines
Sergines ist eine französische Gemeinde mit 1.235 Einwohnern (Stand: 1. Januar 2022) im Département Yonne in der Region Bourgogne-Franche-Comté; sie gehört zum Arrondissement Sens und zum Kanton Thorigny-sur-Oreuse.

## Geographie
Sergines liegt etwa 16 Kilometer nördlich von Sens. Umgeben wird Sergines von den Nachbargemeinden Mousseaux-lès-Bray und Montigny-le-Guesdier im Norden, Compigny im Norden und Nordosten, Plessis-Saint-Jean im Osten, Michery im Süden, Serbonnes im Westen und Südwesten, Courlon-sur-Yonne im Westen und Nordwesten sowie Bazoches-lès-Bray im Nordwesten.

## Bevölkerungsentwicklung
| Jahr                      | 1962 | 1968 | 1975 | 1982 | 1990 | 1999 | 2006 | 2013 |
| Einwohner                 | 745  | 733  | 764  | 802  | 900  | 1080 | 1186 | 1300 |
| Quelle: Cassini und INSEE |      |      |      |      |      |      |      |      |

## Sehenswürdigkeiten

Kirche Saint-Tiburce

- Kirche Saint-Tiburce

## Persönlichkeiten
- Pierre de Sergines (gestorben 1244), Erzbischof von Tyrus (1235–1244)
- Geoffroy de Sergines (um 1205–1269), Vogt des Königreichs Jerusalem in Akkon

## Gemeindepartnerschaft
Mit der deutschen Gemeinde Maring-Noviand in Rheinland-Pfalz besteht eine Partnerschaft.